# Katalin Sterk
Katalin Sterk (* 30. September 1961 in Tatabánya) ist eine ehemalige ungarische Leichtathletin, die sich auf den Hochsprung spezialisiert hat.

## Sportliche Laufbahn
Erste internationale Erfahrungen sammelte Katalin Sterk vermutlich im Jahr 1979, als sie bei den Junioreneuropameisterschaften in Bydgoszcz mit übersprungenen 1,75 m auf den 13. Platz gelangte. 1982 gewann sie bei den Halleneuropameisterschaften in Mailand mit 1,99 m die Bronzemedaille hinter der Westdeutschen Ulrike Nasse-Meyfarth und Andrea Bienias aus der DDR. Im September belegte sie dann bei den Freiluft-Europameisterschaften in Athen mit 1,91 m den achten Platz. Im Jahr darauf gelangte sie bei den erstmals ausgetragenen Weltmeisterschaften in Helsinki mit 1,84 m im Finale auf den zwölften Platz und 1986 schied sie bei den Europameisterschaften in Stuttgart mit 1,86 m in der Qualifikationsrunde aus. Im Jahr darauf belegte sie bei den Halleneuropameisterschaften in Liévin mit 1,88 m den siebten Platz, ehe sie bei den Hallenweltmeisterschaften in Indianapolis mit derselben Höhe Neunte wurde. 1988 erreichte sie bei den Halleneuropameisterschaften in Budapest mit einer Höhe von 1,80 m Rang 13 und 1991 beendete sie ihre aktive sportliche Karriere im Alter von 30 Jahren.
In den Jahren 1980 und 1982 sowie 1986 und 1988 wurde Sterk ungarische Meisterin im Hochsprung. 
Sie war von 1973 bis 1991 Mitglied des Vereins Tatabányai Bányász und ist verheiratet mit dem Hochspringer Zoltán Társi.